# FxPro
FxPro是一家总部位于伦敦的在线经纪商，主要提供外汇、股票、期货、贵金属及加密货币等资产的差价合约（CFD）交易服务。公司受到多个国家金融监管机构的监管，包括英国金融行为监管局（FCA）、和南非金融部门行为监管局（FSCA）。

## 历史
FxPro于 1999 年由Denis Sukhotin在塞浦路斯创立，最初名为EuroOrient Securities & Financial Services Ltd。随后，公司迅速扩展至奥地利、法国、西班牙和俄罗斯，并于2010年获得英国FCA牌照。
2010年，FxPro被《金融时报》投资者年刊评为“年度外汇供应商”。同年，公司与英超俱乐部富勒姆和阿斯顿维拉签署了为期三年的赞助协议。
2011年，公司在澳大利亚设立办事处，但由于监管要求变化，于2013年关闭，并将客户转移至英国和塞浦路斯分部。
2013年，FxPro开始正式探索算法交易，推出Quant平台和cTrader集成产品。同年10月，公司推出面向零售与机构投资者的SuperTrader平台。
2015年，FxPro启动 了上市 (IPO) 计划，但因全球市场波动于2016年推迟，随后又因英国金融行为监管局（FCA）的监管压力，于2017年再次搁置。
2018年，FxPro与迈凯伦F1车队签署多年合作协议，自摩纳哥大奖赛起，其企业标识开始出现在McLaren MCL33赛车上。

## 交易平台与服务
FxPro提供多种交易平台，包括MetaTrader 4、MetaTrader 5、cTrader和自主研发的FxPro Edge。这些平台均支持网页端、桌面端和移动设备端。FxPro还推出Quant平台，帮助无编程背景的用户构建交易机器人，并通过cAlgo支持专业开发者构建算法交易策略。
2015年3月，公司正式引入MetaTrader 5平台支持。
2023年，公司在cTrader平台上线加密货币交易，包括比特币、以太坊和瑞波币等数字资产。

## 监管状况
FxPro UK Limited完全获得英国金融行为监管局（FCA）的许可并受其监管。